# Università di Bilkent
L'Università di Bilkent, ufficialmente denominata Università di Bilkent İhsan Doğramacı (in turco İhsan Doğramacı Bilkent Üniversitesi), è un'università privata senza scopo di lucro con sede ad Ankara, in Turchia.
Fondato nel 1984 sotto la guida di İhsan Doğramacı, primo presidente del Consiglio turco dell'istruzione superiore, l'ateneo si sviluppa su tre campus che coprono un'area totale di oltre 300 ettari.
Il nome Bilkent è l'abbreviazione di bilim kenti, che in turco significa “città della scienza”.